# Russula silvestris
Russula silvestris är en svampart som först beskrevs av Rolf Singer, och fick sitt nu gällande namn av Reumaux 1996. Russula silvestris ingår i släktet kremlor och familjen kremlor och riskor.   Inga underarter finns listade i Catalogue of Life.

## Bildgalleri